# The Obama Deception: The Mask Comes Off
The Obama Deception: The Mask Comes Off, ou simplesmente The Obama Deception, é um documentário americano de 2009 escrito e dirigido pelo cineasta, radialista e teórico da conspiração Alex Jones, de extrema-direita. O filme foi lançado em 12 de Março de 2009 e distribuído pela Alex Jones Productions.

## Conteúdo
O filme defende a teoria da conspiração de que todos os presidentes americanos desde os anos 1960 têm servido apenas como "homens do front" para entidades como o Council on Foreign Relations, Comissão Trilateral, Grupo Bilderberg, bancos de Wall Street, o Federal Reserve, o complexo militar-industrial, Mossad (a CIA israelense) e outros, argumentando que corporações multinacionais e poderosas famílias de elite, como os Rothschild e os Rockefeller, detêm o verdadeiro "poder por trás do trono". O filme afirma que o principal motivo desses grupos é estabelecer uma Nova Ordem Mundial, na qual os bancos offshore se envolvem subversivamente na pilhagem da riqueza do povo americano. O filme enfoca principalmente o então presidente americano Barack Obama (do Partido Democrata) e suas ações durante seu mandato, que mal havia começado. No entanto, Jones também discute o governo de John F. Kennedy (também do Partido Democrata), que, segundo ele, teria sido assassinado por esses oligarcas por tentar acabar com a Guerra do Vietnã e abolir o Federal Reserve, e o rotula como o "último presidente verdadeiro dos Estados Unidos". Ele também discute George H. W. Bush e o governo de George W. Bush.
O filme afirma que Obama foi cuidadosamente instalado por poderosas famílias de elite, e que ele está deliberadamente trabalhando contra os melhores interesses do povo americano. Discute notícias da mídia tradicional para sugerir que famílias de elite e instituições multinacionais utilizam Obama em um esforço para convencer o povo americano a aceitar sua agenda globalista, que, segundo Jones, incluiria itens como serviço nacional forçado, escutas telefônicas sem mandado, campos de concentração da Federal Emergency Management Agency (FEMA), lei marcial e a criação de um Banco do Mundo, que dominaria os Estados Unidos por meio de impostos de carbono.

## Acusações de censura
Em Julho de 2010, uma versão integral de The Obama Deception foi removida do YouTube. A censura foi alegada por fãs. Alex Jones, o diretor do filme, respondeu: "Este foi um ato criminoso, e o YouTube precisa investigar, rastrear o IP e descobrir quem fez isso. The Obama Deception estava ficando cada vez mais popular, e o establishment não gosta do fato de que ele expõe o paradigma de esquerda-direita e identifica Obama como um fantoche". O filme já voltou ao ar no site.